# Nevica
Nevica je žensko osebno ime.

## Izvor imena
Ime Nevica je različica ženskega osebnega imena Nevenka.

## Pogostost imena
Po podatkih Statističnega urada Republike Slovenije je bilo na dan 31. decembra 2007 v Sloveniji število ženskih oseb z imenom Nevica: 36.

## Osebni praznik
Osebe z imenom Nevica lahko godujejo takrat kot osebe z imenom Nevenka.